# 三枝規悦
三枝 規悦（さえぐさ のりえつ、1952年7月21日 - ）は、静岡県田方郡韮山町出身の元プロ野球選手（投手）。

## 来歴・人物
日大三島高では、1970年夏の甲子園県予選準々決勝で、静岡高に延長14回敗退。社会人野球の金指造船、大昭和製紙を経て、1976年オフにドラフト外で阪急ブレーブスに入団。
1年目の1977年は、9試合を投げて1勝を挙げる。1978年は主に中継ぎで24試合を投げ、4勝2敗の成績だった。6月24日のロッテとの対戦では12安打5失点を喫するが、9回に簑田浩二が逆転サヨナラ2点本塁打、初完投勝利を記録した。この年にチームは4年連続でリーグ優勝し、日本シリーズに出場。第2戦では4回に長池徳二の代走に入り、そのまま今井雄太郎をリリーフ、日本シリーズで初登板を果たすがヤクルトの角富士夫に本塁打を打たれる。1979年も4勝を挙げるが、防御率は5.21だった。
1980年に松本幸行とのトレードで中日ドラゴンズへ移籍。中日では松本の背番号21を受け継ぐが、移籍1年目に8試合登板しただけで1981年からは1軍で登板できず、1982年限りで現役を引退した。スライダー、シュートを武器とした。
引退後は、阪急へ戻り打撃投手を務めた。

## 詳細情報

### 年度別投手成績
| 年 度     | 球 団     | 登 板 | 先 発 | 完 投 | 完 封 | 無 四 球 | 勝 利 | 敗 戦 | セ 丨 ブ | ホ 丨 ル ド | 勝 率 | 打 者 | 投 球 回 | 被 安 打 | 被 本 塁 打 | 与 四 球 | 敬 遠 | 与 死 球 | 奪 三 振 | 暴 投 | ボ 丨 ク | 失 点 | 自 責 点 | 防 御 率 | W H I P |
| --------- | --------- | ----- | ----- | ----- | ----- | -------- | ----- | ----- | -------- | ----------- | ----- | ----- | -------- | -------- | ----------- | -------- | ----- | -------- | -------- | ----- | -------- | ----- | -------- | -------- | ------- |
| 1977      | 阪急      | 9     | 2     | 0     | 0     | 0        | 1     | 0     | 0        | --          | 1.000 | 110   | 26.1     | 31       | 6           | 6        | 0     | 0        | 8        | 0     | 0        | 16    | 13       | 4.50     | 1.41    |
| 1978      | 阪急      | 24    | 2     | 1     | 0     | 0        | 4     | 2     | 0        | --          | .667  | 322   | 78.2     | 81       | 8           | 15       | 1     | 3        | 26       | 1     | 0        | 32    | 29       | 3.30     | 1.22    |
| 1979      | 阪急      | 16    | 5     | 2     | 0     | 0        | 4     | 1     | 0        | --          | .800  | 251   | 57.1     | 67       | 15          | 12       | 1     | 3        | 23       | 0     | 0        | 35    | 33       | 5.21     | 1.38    |
| 1980      | 中日      | 8     | 0     | 0     | 0     | 0        | 0     | 2     | 0        | --          | .000  | 72    | 16.0     | 16       | 6           | 6        | 0     | 1        | 9        | 0     | 0        | 10    | 7        | 3.94     | 1.38    |
| 通算：4年 | 通算：4年 | 57    | 9     | 3     | 0     | 0        | 9     | 5     | 0        | --          | .643  | 755   | 178.1    | 195      | 35          | 39       | 2     | 7        | 66       | 1     | 0        | 93    | 82       | 4.15     | 1.31    |

### 記録
- 初登板：1977年8月7日、対近鉄バファローズ後期6回戦（阪急西宮球場）、3回表1死から番手で救援登板、3回2/3を2失点（自責点1）
- 初先発登板：1977年8月16日、対クラウンライターライオンズ後期4回戦（平和台球場）、3回1/3を3失点（自責点2）で勝敗つかず
- 初勝利：1977年9月14日、対クラウンライターライオンズ後期8回戦（阪急西宮球場）、2回1死から2番手で救援登板、3回2/3を1失点
- 初先発勝利・初完投勝利：1978年6月24日、対ロッテオリオンズ前期12回戦（阪急西宮球場）、9回5失点

### 背番号
- 43 （1977年 - 1979年）
- 21 （1980年 - 1982年）
- 86 （1983年 - 1988年）
- 101 （1989年 - 1999年）